# Fammensrakken
De Fammensrakken is een kanaal in de Nederlandse provincie Friesland.
De Fammensrakken is de verbinding tussen de meren Jentjemeer in het noorden en de De Brekken in het zuiden. Het kanaal loopt onder een brug in de Oudeweg/ Tramweg tussen Joure en Sneek, bruggen in Rijksweg 7 (A7) en de zuidelijker gelegen brug in de weg Mûzekamp.

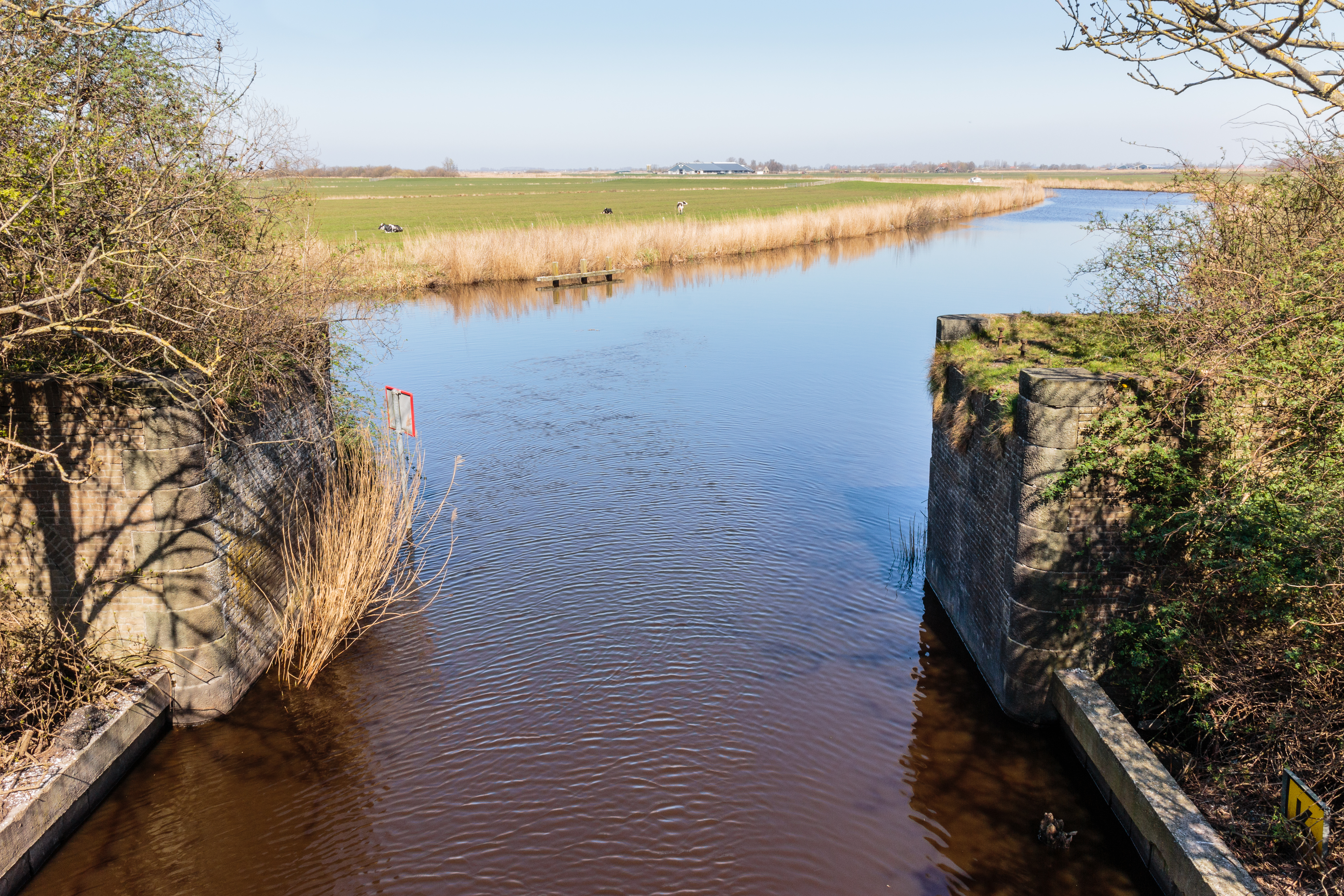
Noordelijk deel
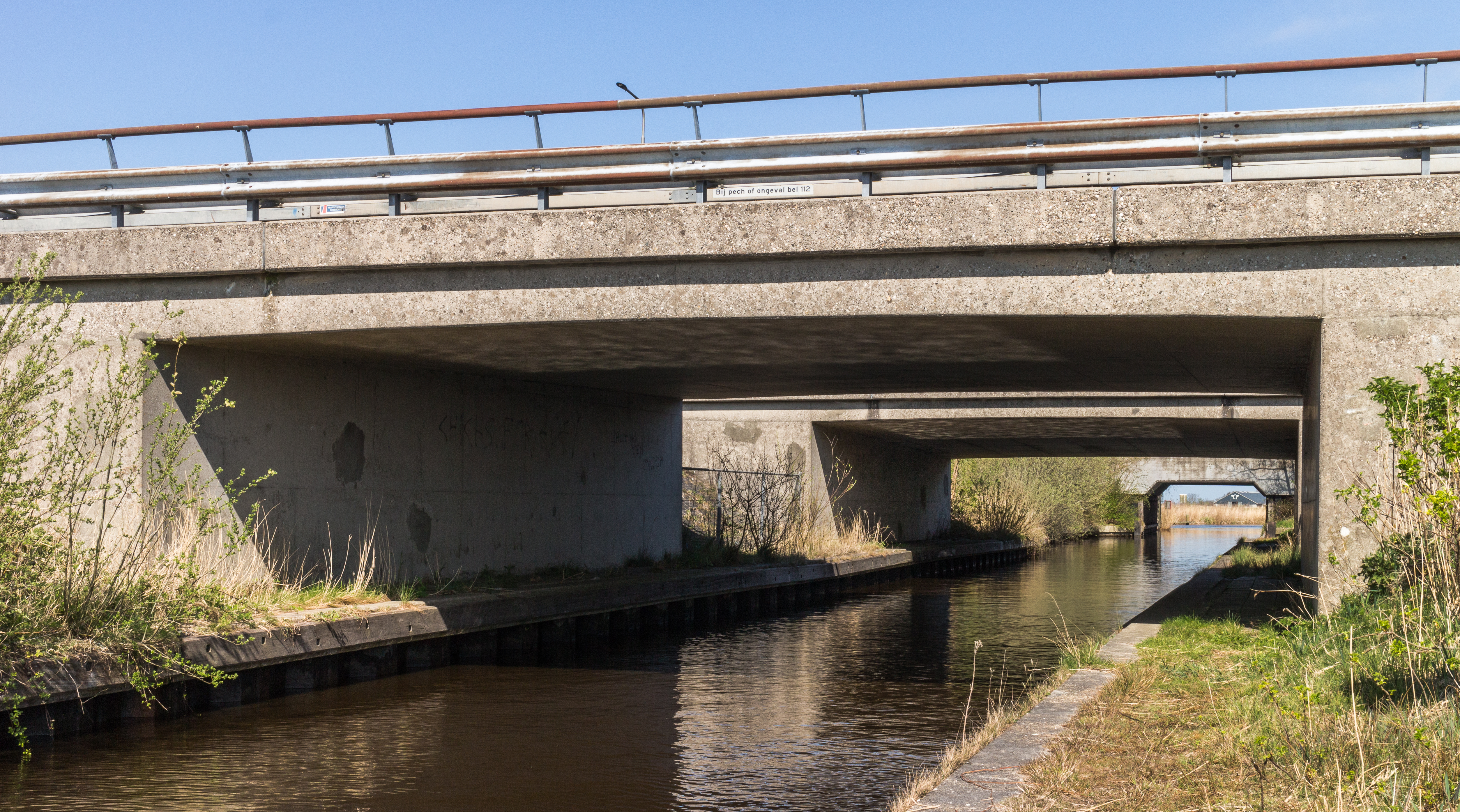
Bruggen over de Fammensrakken
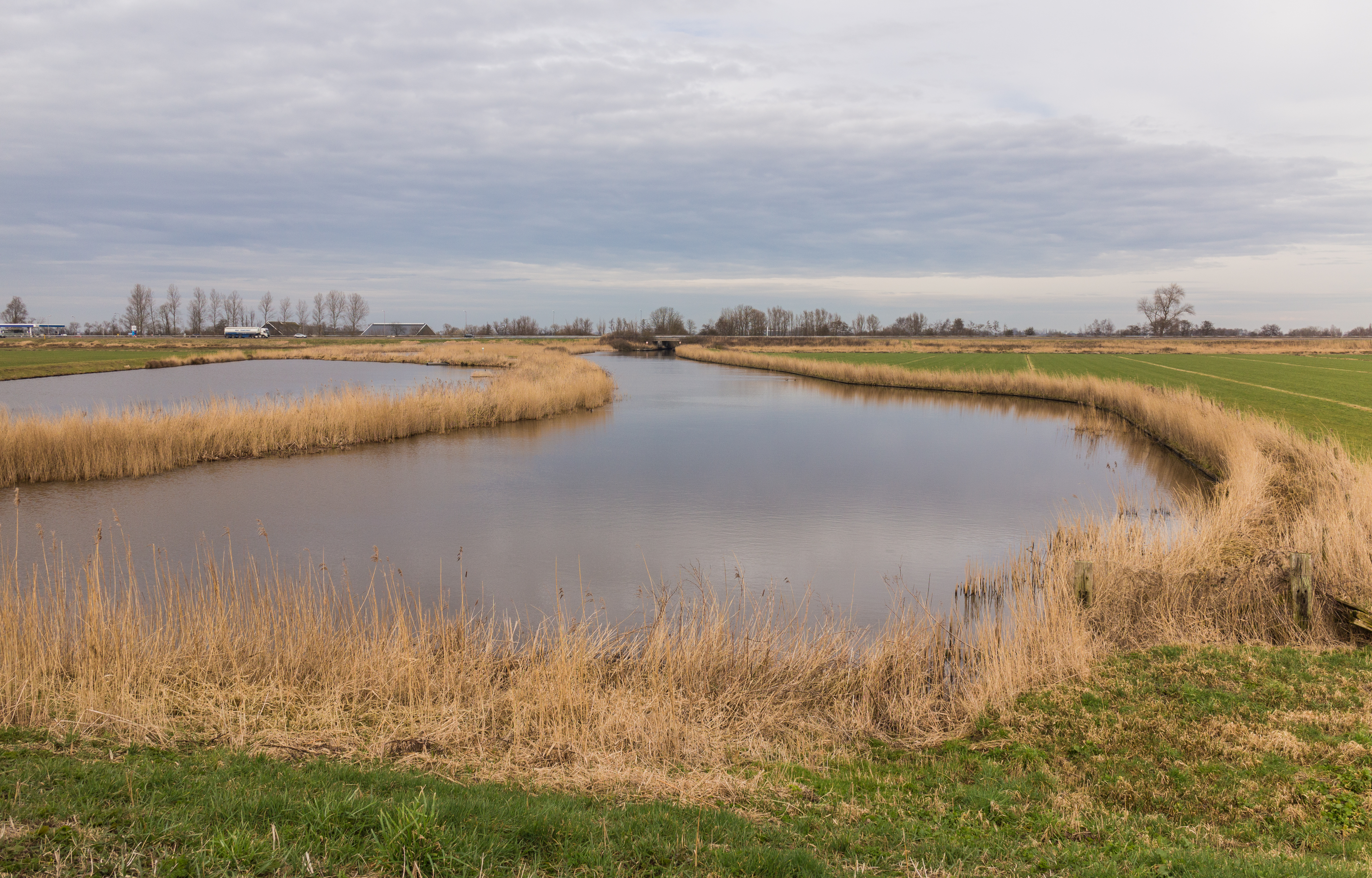
Fammensrakken aan de zuidzijde van de A7